# Гонсало Пелаэс
Гонсало Пелаэс (исп. Gonzalo Peláez; ? — март 1138) — крупный астурийский магнат. Был фактическим правителем Астурии с 1110 по 1132 год, во время правления королевы Урраки (1109—1126) и её сына Альфонсо VII (1126—1157). При нём Гонсало занимал высокие военные посты, но в 1132 году начал пятилетнее восстание против Альфонсо VII, перемежавшееся тремя краткими примирениями. Он скончался в изгнании в Португалии.
Происхождение Гонсало неизвестно, возможно, он был сыном Пелайо Пелаэса и Мумадонны (Майор) Гонсалес. Единственным связующим звеном является хартия 1097 года, в которой некая Мумадонна, называемая домна Майор Гонсалес, сделала пожертвование епархии Овьедо на благо своей души и души своего мужа Пелайо Пелаэса, ссылаясь на их сына по имени Гонсало. 18 ноября 1118 года Гонсало Пелаэс, возможно, не тот же самый человек, получил земли в долине Арадуэй в провинции Леон от королевы Урраки вместе со своей женой Майор Муньос. Если это тот же самый человек, то он, возможно, был уроженцем Леона, а не астурийцем, как обычно предполагают.

## Правление в Астурии
Гонсало впервые появляется в хрониках в 1095 году, но без дворянского титула. К июлю 1110 года он получил провинцию Астурия-де-Овьедо, который он держал до апреля 1132 года. Нет никаких упоминаний о графе Астурии после 1106 года, и Гонсало не был связан с предыдущими графами. Это был новый человек, не принадлежащий к высшей знати и обязанный своим возвышением благосклонности короля. Вместо того чтобы назначать графа после 1106 года, Альфонсо VII предпочел назначить кастеляна, чьи функции будут в основном военными, а другие административные функции оставлены епископу Овьедо Пелайо. Гонсало и епископу удалось поладить: 1 февраля 1113 года Пелайо отдал Гонсало половину города Альмуния-де-Кандамо.
В свете своего необычного положения Гонсало упоминался в исторических документах по-разному. В самом раннем упоминании о его в должности каштеляна, он просто упоминается как Гонсало из Овьедо. К июню 1113 года он был dominante Asturias (господствующим над Астурией), а в декабрьском документе он был описан как caput terra (глава земли). В мае 1120 года он был назван regnante Asturias (правящий Астурией) и Asturias presidente (председательствующий в Астурии), но его наиболее распространенным обозначением (по крайней мере после 1123 года) было potestas in Asturias (власть в Астурии). Начиная с 1115 года королева Уррака, по-видимому, ограничил власть Гонсало. В том же году некий Гонсало Санчес был назначен кастеляном в Тинео в Западной Астурии. В 1120—1125 годах Суэро Бермудес упоминается как граф в Тинео, и он также удерживал феод Луна на юге, в Леоне, таким образом контролируя перевалы в Кантабрийских горах, соединяющие две провинции. Ещё в 1114 году Суэро Бермудес разделил юрисдикцию в судебном процессе с епископом Овьедо Пелайо и Гонсало.
Хроника Альфонсо Императора называет «графа Гонсало Пелаэса» одним из тех магнатов, которые присягнули на верность королю Альфонсо VII после его вступления на престол в 1126 году, но это кажется ошибкой, так как Гонсало не получил титул графа до февраля 1130 года, возможно, вымогаемый у короля в критическое время. Хроника далее описывает его как «правителя Астурии, который вступил в союз с королем и был назначен консулом, отвечающим за все военные аванпосты в Астурии». В 1129 году король Леона и Кастилии Альфонсо VII послал Гонсало, которого Хроника описывает как «герцога Астурийского», так и Суэро Бермудеса, для переговоров с королем Альфонсо I Арагонским и Наваррским в Альмасане. Он служил альфересом (знаменосцем) с ноября 1131 года (возможно, уже в июле) по март 1132 года. Тогда он был на вершине своей власти. Хроника Альфонсо Императора обвиняет его в недостаточной или искренней помощи королю в защите границы от короля Альфонсо Арагонского и в том, что он открыто бросил вызов королеве Урраке «после того, как она оказала ему честь». Один современный историк, однако, приписывает восхождение Гонсало из безвестности к «почти полной власти в Астурии» его верностью королеве Леона Урраке во время гражданских войн первой половины её правления.

## Восстания

### Первое восстание

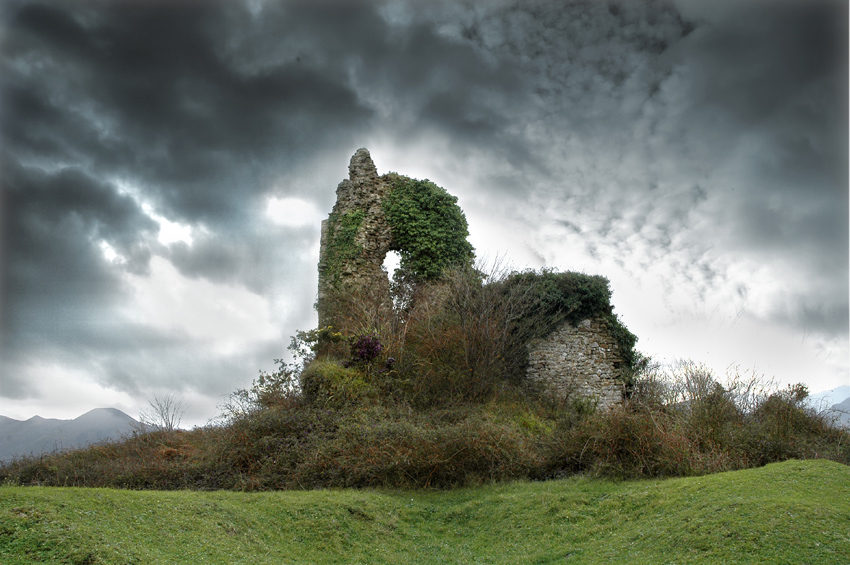
Руины Замок Тудела, где Гонсало Пелаэс находился в осаде королевской армии

В 1132 году по неизвестным причинам, но, возможно, связанным с восстанием дома Лара в Кастилии в 1130 году, Гонсало Пелаэс восстал против короля Леона Альфонсо VII. Его поддерживал его родственник, мелкий местный аристократ Родриго Гомес, но он не пользовался поддержкой епископа Альфонсо Овьедского. Король отвел войско, собранное им в Атьенсе для похода против Арагона, для карательного похода в Астурию против мятежного Гонсало. Родриго Гомеса схватили, лишили его земель и титулов и «отослали». Когда Гонсало отступил перед приближением королевской армии, многие из его рыцарей были взяты в плен. Альфонсо VII приказал держать их «под охраной в тылу». Он захватил замок Госон и ближайшие к нему города, но не смог взять крепость Тудела, в которой заперся Гонсало. Когда Гонсало понял, сколько его рыцарей попало в плен, он заключил годичное перемирие («взаимный договор о мире», по словам Хроники). Тудела был сдан, но Гонсало сохранил свою власть над замками Проаса, Буанга и Альба-де-Кирос, «все очень сильные крепости», согласно Хронике Альфонсо Императора.

### Второе восстание
В 1133 году король Леона и Кастилии Альфонсо VII прибыл в Овьедо и потребовал сдачи замков. Гонсало отказался и приготовился драться в замке Проаса. Хроника сообщает, что «он убил лошадь, на которой ехал король, вместе с несколькими людьми». Вновь не сумев подавить восстание, Альфонсо оставил войска под командованием Суэро Бермудеса и Педро Альфонсо, которым помогали «все астурийцы», хотя что имеет в виду хронист под этой последней фразой, неясно. Суэро сначала атаковал Буангу и Педро Альфонсо — Альба-де-Кирос, хотя сам Гонсало Пелаэс был тогда в замке Проаса. Королевские войска усилили окружение крепостей Гонсало. Засады были приготовлены на всех дорогах, ведущих к его замкам и в горах. Хроника сообщает, что «кого бы они ни поймали, они отсылали прочь с отрубленными руками», что «делалось в течение нескольких дней».
Восстание, все ещё продолжающееся, упоминается в королевской хартии от мая 1134 года (gundinsalvo comite in rebellione posito in castro buanga samna). Весной 1135 года Гонсало заключил мир с королем Альфонсо VII через его посредников Суэро Бермудеса, Педро Альфонсо и епископа Леонского Ариаса. Согласно Хроники Альфонсо Императора Гонсало бросился к ногам Альфонсо VII, признал свою вину и попросил прощения, которое получил. Гонсало пробыл в королевском дворце несколько дней, получая высочайшие почести. Все это, несомненно, было публичной церемонией, призванной защитить репутацию короля, но в ходе переговоров Гонсало согласился уступить свои три замка только при условии, что он получит феод Луна, которая ранее принадлежала Суэро Бермудесу. На это Альфонсо VII согласился по совету своих советников, среди которых были его сестра Санча Раймундес и жена Беренгария.

### Третье восстание
Гонсало подписал четыре документа 26 мая 1135 года и через неделю (2 июня) принял участие в заседании королевского суда. Это примирение, сделанное как раз к коронации Альфонсо в качестве императора Испании, по-видимому, быстро потерпело неудачу, так как в июле 1135 года Альфонсо передал собственность Гонсало Пелаэса Родриго Мартинесу и Родриго Гонсалесу де Ларе, а королевский документ от декабря 1135 года сообщает, что Гонсало тогда был в открытом восстании в Буанге. Следующей весной король Альфонсо VII и Гонсало снова помирились, и последний находился при дворе в Саагуне в течение всего марта 1136 года.

### Последнее восстание, изгнание и смерть
Гонсало оставался при дворе и был в хороших отношениях с королем Альфонсо VII по крайней мере до конца октября, когда двор находился в Паленсии. Однако ни в одном из сохранившихся документов он не упоминается как tenente (владетель) феода Луна, и король, возможно, не выполнил свою часть соглашения, хотя хроника говорит, что он приказал передать Луну ему "во избежание дальнейшего восстания. К началу 1137 года Гонсало поднял мятеж, но на этот раз он был арестован Педро Альфонсо и заключен в тюрьму в замке Агилар-де-Кампоо. Король Альфонсо VII приказал освободить его и отправить в ссылку, назначив конкретный день, когда он должен был отправиться в изгнание. Гонсало Пелаэс подчинился. К октябрю он поселился в Португалии при дворе графа Афонсу Энрикеса в сопровождении своих рыцарей. Возможно, он планировал совершить нападение на владения Альфонсо VII оттуда. Хроника сообщает, что он намеревался «вести морскую войну» как против Галисии, так и против Астурии, пользуясь поддержкой будущего первого короля Португалии Афонсу, который относился к нему с почетом и обещал наградить его высокой должностью.
Гонсало Пелаэс скончался в марте 1138 года. Автор «Хроники Альфонсо Императора», явный сторонник Альфонсо VII, язвительно замечает, что он «заболел лихорадкой и умер изгнанником в чужой стране. Его рыцари отвезли тело в Овьедо для погребения, как и разрешил король». В 1143 году его оставшаяся в живых сестра Кристина Пелаэс и её муж Гонсало Бермудес пожертвовали деньги церкви Овьедо ради спасения его души.